# Голубь Дюбуа
Голубь Дюбуа, или реюньонский синий голубь (лат. Nesoenas mayeri duboisi), — вымерший подвид птиц из семейства голубиных. Впервые птица описана Дюбуа в 1674 году после путешествия на остров Реюньон, впоследствии Лайонел Уолтер Ротшильд выделил по этому описанию новый вид, назвав его в честь первооткрывателя. Ареалом птицы был остров Реюньон.

## Вымирание
Последние известия о существовании вида относились к 1687 и 1689 годам. В 1705 Жан Фоллё сообщил о вымирании голубей. Причиной могли стать завезённые на острова крысы и кошки, а также охота.

## Синонимы
В синонимику подвида входят следующие названия:
- Alectroenas duboisi (Rothschild, 1907)[1][2]
- Columba duboisi (Rothschild, 1907)[5]
- Nesoenas duboisi (Rothschild, 1907)[5]